# Referendum w Polsce w 2015 roku
Referendum w Polsce w 2015 roku – referendum ogólnokrajowe przeprowadzone w dniu 6 września 2015. Głosujący odpowiedzieli w nim na trzy pytania, dotyczące wprowadzenia jednomandatowych okręgów wyborczych w wyborach do Sejmu, stosunku do dotychczasowego sposobu finansowania partii politycznych z budżetu państwa oraz interpretacji zasad prawa podatkowego w razie wątpliwości na korzyść podatnika.
Zapowiedziane zostało przez prezydenta RP Bronisława Komorowskiego po I turze wyborów prezydenckich. 13 maja skierował on projekt postanowienia o zarządzeniu referendum do Senatu, który zaakceptował je 21 maja. 17 czerwca prezydent podpisał projekt postanowienia zatwierdzonego przez Senat, zaś 19 czerwca zostało ono opublikowane w Dzienniku Ustaw. 3 sierpnia 2015 prezydent wydał postanowienie zmieniające wcześniejsze postanowienie. Koszt przygotowania i przeprowadzenia referendum wyniósł 72 mln zł.
Frekwencja wyniosła 7,8% i była najniższą z odnotowanych we wszystkich ogólnokrajowych głosowaniach przeprowadzonych w Europie po 1945. Ponieważ nie przekroczyła progu połowy uprawnionych, zgodnie z art. 125 ust. 3 Konstytucji Rzeczypospolitej Polskiej wynik referendum nie był wiążący.

## Pytania

### Treść
| Nr | Treść pytania |
| -- | --- |
| 1  | Czy jest Pani/Pan za wprowadzeniem jednomandatowych okręgów wyborczych w wyborach do Sejmu Rzeczypospolitej Polskiej?                        |
| 2  | Czy jest Pani/Pan za utrzymaniem dotychczasowego sposobu finansowania partii politycznych z budżetu państwa?                                 |
| 3  | Czy jest Pani/Pan za wprowadzeniem zasady ogólnej rozstrzygania wątpliwości co do wykładni przepisów prawa podatkowego na korzyść podatnika? |

### Omówienie pytań

#### Jednomandatowe okręgi wyborcze
Udzielenie odpowiedzi pozytywnej „TAK” oznaczało zgodę, zaś udzielenie odpowiedzi negatywnej „NIE” oznaczało brak zgody na wprowadzenie jednomandatowych okręgów wyborczych w wyborach do Sejmu Rzeczypospolitej Polskiej. Nie było jasności czy odpowiedź twierdząca oznacza zgodę na wprowadzenie jednomandatowych okręgów wyborczych w zakresie niemal wszystkich mandatów sejmowych czy tylko nieznacznej części. Nie określono też ilości wyborców, jaka mogłaby wybrać posła z okręgu jednomandatowego. Konstytucyjna zasada proporcjonalności wyborów została zatem wystawiona na konieczność gruntownego doprecyzowania. Zajęcie stanowiska w ramach tego pytania oznaczało zatem wolę zwiększenia w tym zakresie uprawnień orzecznictwa konstytucyjnego.
Zdaniem części konstytucjonalistów wprowadzenie jednomandatowych okręgów wyborczych i pytanie referendalne w tej sprawie było sprzeczne z ustawą zasadniczą.
12 maja 2015 prezydent Bronisław Komorowski skierował do Sejmu projekt nowelizacji konstytucji znoszący wymóg proporcjonalności wyborów.

#### Finansowanie partii politycznych
Udzielenie odpowiedzi pozytywnej „TAK” oznaczało zgodę, zaś udzielenie odpowiedzi negatywnej „NIE” oznaczało brak zgody na utrzymanie dotychczasowego sposobu finansowania partii politycznych z budżetu państwa. Udzielenie odpowiedzi negatywnej oznaczało więc de facto możliwość zachowania dotychczasowego sposobu finansowania partii politycznych z budżetu państwa ze wzmocnieniem skutków oddziaływania obowiązujących regulacji jak i wprowadzenie nowego sposobu, opartego na całkowicie innych założeniach.
Pytanie było sformułowane w sposób nieprecyzyjny. W przypadku wiążącej odpowiedzi przeczącej, wykonaniem woli Narodu mogłaby być nawet minimalna zmiana w sposobie finansowania, co nie musiałoby wywołać szczególnego znaczenia w zakresie obowiązujących regulacji. Zdaniem dr. hab. Ryszarda Piotrowskiego zadanie tego pytania stanowiło ingerencję w toczące się postępowanie ustawodawcze.

#### Rozstrzyganie wątpliwości podatkowych
Udzielenie odpowiedzi pozytywnej „TAK” oznaczało zgodę, zaś udzielenie odpowiedzi negatywnej „NIE” oznaczało brak zgody na bezpośrednie wpisanie do ustawy Ordynacja podatkowa zasady, zgodnie z którą w przypadku istnienia wątpliwości prawnych organ zobowiązany jest wątpliwości te rozstrzygać na korzyść podatnika. Udzielenie odpowiedzi negatywnej oznaczało więc de facto możliwość zachowania dotychczasowego modelu, jak i jego gruntowną zmianę.
Zasada rozstrzygania wątpliwości podatkowych na korzyść podatnika nie jest wyartykułowana wprost w przepisach, lecz pojawia się w orzecznictwie.
10 lipca 2015 Sejm przyjął nowelizację ordynacji podatkowej, zawierającą zasadę, że niedające się usunąć wątpliwości co do treści przepisów prawa podatkowego, rozstrzyga się na korzyść podatnika. 5 sierpnia prezydent Bronisław Komorowski podpisał ustawę zawierającą tę zasadę.

## Kalendarz czynności
Pierwotnie terminy wykonania poszczególnych czynności określono w załączniku do postanowienia z 17 czerwca 2015. 3 sierpnia 2015 prezydent Bronisław Komorowski wydał postanowienie wprowadzające zmodyfikowany załącznik (zmiany dotyczyły głosowania korespondencyjnego). 11 sierpnia zostało opublikowane w Dzienniku Ustaw, a dzień później weszło w życie.
Poniżej przedstawiono kalendarz wynikający z rozporządzenia Prezydenta i dwóch uchwał Państwowej Komisji Wyborczej (w takim przypadku dodano przypis do odpowiedniej uchwały):
- do 23 lipca 2015 – utworzenie obwodów głosowania w szpitalach, zakładach pomocy społecznej, zakładach karnych i aresztach śledczych, w domach studenckich i zespołach domów studenckich oraz ustalenie ich granic, siedzib i numerów;
- do 28 lipca 2015 –

1) zawiadomienie Państwowej Komisji Wyborczej przez podmioty uprawnione o zamiarze uczestniczenia w kampanii referendalnej w programach radiowych i telewizyjnych nadawców publicznych;
2) podanie do wiadomości publicznej informacji o numerach i granicach obwodów głosowania oraz siedzibach obwodowych komisji do spraw referendum, w tym o lokalach obwodowych komisji do spraw referendum dostosowanych do potrzeb osób niepełnosprawnych uprawnionych do udziału w referendum, a także o możliwości głosowania korespondencyjnego i przez pełnomocnika;
- do 7 sierpnia 2015 –

1) zgłaszanie przez armatorów wniosków o utworzenie obwodów głosowania na polskich statkach morskich;
2) zgłaszanie kandydatów do obwodowych komisji wyborczych przez podmioty uprawnione;
- do 16 sierpnia 2015[b] –

1) powołanie obwodowych komisji do spraw referendum;
2) podanie do wiadomości publicznej informacji o numerach i granicach obwodów głosowania utworzonych za granicą oraz siedzibach obwodowych komisji do spraw referendum;
3) sporządzenie spisów osób uprawnionych do udziału w referendum;
- do 17 sierpnia 2015 – zgłaszanie konsulom kandydatów do obwodowych komisji ds. referendum za granicą przez podmioty uprawnione[21];
- od 16 do 23 sierpnia 2015[b] – składanie przez żołnierzy pełniących zasadniczą lub okresową służbę wojskową oraz pełniących służbę w charakterze kandydatów na żołnierzy zawodowych lub odbywających ćwiczenia i przeszkolenie wojskowe, a także ratowników odbywających zasadniczą służbę w obronie cywilnej poza miejscem stałego zamieszkania, policjantów z jednostek skoszarowanych, funkcjonariuszy BOR, Straży Granicznej, Państwowej Straży Pożarnej i Służby Więziennej pełniących służbę w systemie skoszarowanym, wniosków o dopisanie do wybranego przez nich spisu osób uprawnionych do udziału w referendum, sporządzonego dla miejscowości, w której odbywają służbę;
- do 19 sierpnia 2015 – zgłaszanie konsulowi zamiaru głosowania korespondencyjnego za granicą;
- do 21 sierpnia 2015 – powołanie obwodowych komisji do spraw referendum za granicą[21];
- do 21 sierpnia do 4 września 2015 – nieodpłatne rozpowszechnianie w programach publicznych nadawców radiowych i telewizyjnych audycji referendalnych podmiotów uprawnionych;
- do 22 sierpnia 2015[b] – zgłaszanie wójtowi (burmistrzowi, prezydentowi miasta) zamiaru głosowania korespondencyjnego w kraju, w tym przy pomocy nakładek do karty do głosowania sporządzonych w alfabecie Braille’a;
- do 28 sierpnia 2015 – składanie wniosków o sporządzenie aktu pełnomocnictwa do głosowania;
- do 1 września 2015 –

1) zgłaszanie kapitanom polskich statków morskich kandydatów do obwodowych komisji ds. referendum na polskich statkach morskich przez podmioty uprawnione;
2) składanie wniosków o dopisanie do spisu osób uprawnionych do udziału w referendum w wybranym przez siebie obwodzie głosowania;
- do 3 września 2015 –

1) powołanie obwodowych komisji wyborczych na polskich statkach morskich;
2) składanie przez osoby uprawnione do udziału w referendum przebywające na statkach morskich wniosków o wpisanie do spisu osób uprawnionych do udziału w referendum utworzonych na tych statkach;
3) składanie przez osoby uprawnione do udziału w referendum przebywające za granicą zgłoszeń w sprawie wpisania do spisu osób uprawnionych do udziału w referendum w obwodach głosowania utworzonych za granicą;
- 4 września 2015, godz. 24:00 – zakończenie kampanii referendalnej;
- 6 września 2015, godz. 6:00–22:00 – głosowanie.

## Kampania referendalna

### Przebieg
21 maja za wyrażaniem zgody na przeprowadzenie referendum opowiedzieli się wszyscy obecni senatorowie. W głosowaniu nie wzięło udziału 43 senatorów, wśród których najliczniejszą grupę stanowili przedstawiciele PiS-u.
Prawo i Sprawiedliwość, a później także partia KORWiN, Twój Ruch (wraz z SLD, UP i Zielonymi) oraz Biało-Czerwoni postulowali dopisanie dodatkowych pytań.
21 sierpnia prezydent Andrzej Duda przekazał do Senatu projekt postanowienia zarządzającego na 25 października (dzień wyborów parlamentarnych) dodatkowe referendum w sprawie wieku emerytalnego, systemu funkcjonowania lasów państwowych, oraz obowiązku szkolnego sześciolatków. 4 września Senat nie wyraził zgody na jego przeprowadzenie.
Zarejestrowano 133 podmioty (w tym 94 stowarzyszenia, 34 fundacje i 5 partii politycznych) uprawnione do prowadzenia kampanii. Ponadto 24 organizacje zakwalifikowano jako nieuprawnione.
2 września w TVP1 została wyemitowana „Debata. Wszystko o referendum”. 

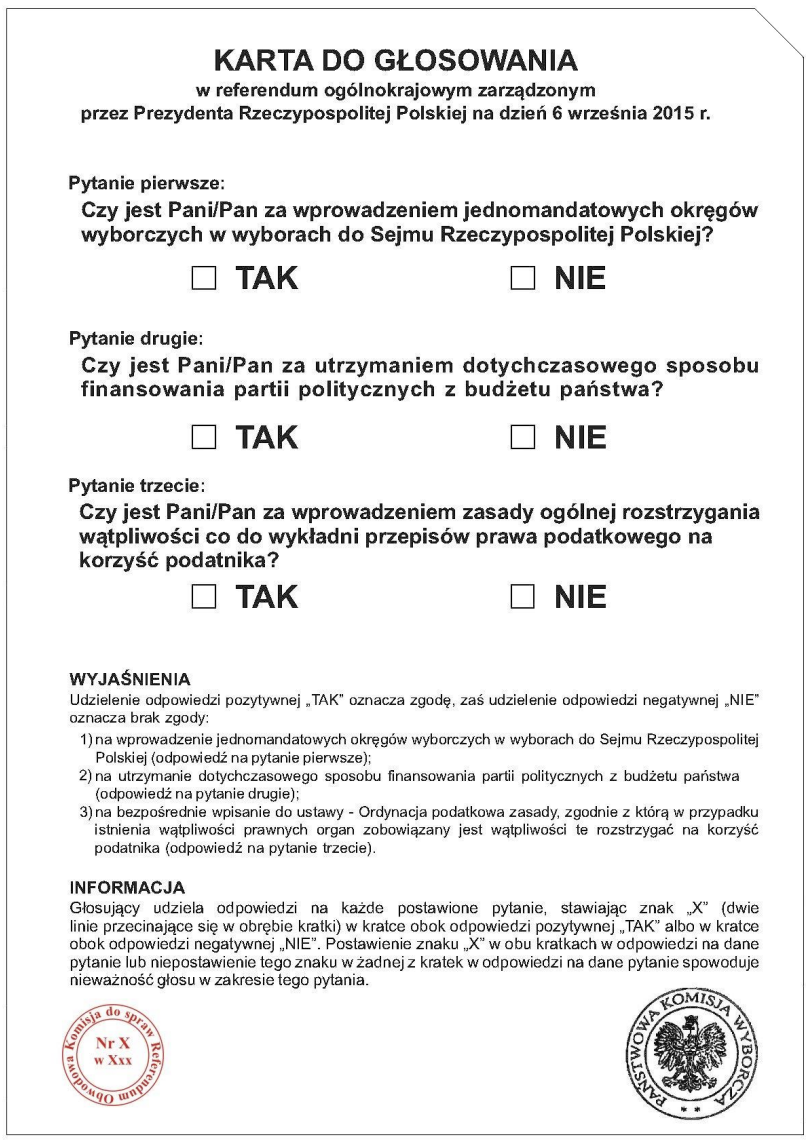
Karta do głosowania w referendum z 2015 roku.

### Sondaże

#### Stosunek do pytań referendalnych
| Data     | Ośrodek badawczy | Pytanie nr 1 | Pytanie nr 1 | Pytanie nr 1 | Pytanie nr 2 | Pytanie nr 2 | Pytanie nr 2 | Pytanie nr 3 | Pytanie nr 3 | Pytanie nr 3 | Frekwencja |
| -------- | ---------------- | ------------ | ------------ | ------------ | ------------ | ------------ | ------------ | ------------ | ------------ | ------------ | ---------- |
| Data     | Ośrodek badawczy |              |              |              |              |              |              |              |              |              | Frekwencja |
| Data     | Ośrodek badawczy | TAK          | NIE          | Niezdec.     | TAK          | NIE          | Niezdec.     | TAK          | NIE          | Niezdec.     | Frekwencja |
| 17–24.08 | CBOS             | 41%          | 22%          | 19%          | 14%          | 73%          | 7%           | 76%          | 4%           | 11%          | 52%        |
| 24.08    | Millward Brown   | 62%          | 28%          | 9%           | 19%          | 75%          | 6%           | 90%          | 4%           | 4%           | 55%        |
| 01–08.07 | CBOS             | 45%          | 16%          | 25%          | 13%          | 75%          | 9%           | 81%          | 4%           | 11%          | 62%        |
| 11–17.06 | CBOS             | 54%          | 18%          | 16%          | 15%          | 75%          | 6%           | 82%          | 5%           | 8%           | 60%        |
| 08–09.06 | TNS Polska       | 60%          | 20%          | 20%          | 19%          | 73%          | 8%           | 90%          | 4%           | 6%           | 76%        |
| 22–23.05 | IBRiS            | 61%          | 20%          | 19%          | 15%          | 74%          | 11%          | 88%          | 3%           | 9%           | 51%        |

#### Wiedza na temat referendum
| Postanowieniem Bronisława Komorowskiego, za zgodą Senatu, 6 września br. odbędzie się ogólnokrajowe referendum. Czy wie Pan(i), czego konkretnie dotyczyć będzie to referendum? (sondaże CBOS): | Postanowieniem Bronisława Komorowskiego, za zgodą Senatu, 6 września br. odbędzie się ogólnokrajowe referendum. Czy wie Pan(i), czego konkretnie dotyczyć będzie to referendum? (sondaże CBOS): | Postanowieniem Bronisława Komorowskiego, za zgodą Senatu, 6 września br. odbędzie się ogólnokrajowe referendum. Czy wie Pan(i), czego konkretnie dotyczyć będzie to referendum? (sondaże CBOS): | Postanowieniem Bronisława Komorowskiego, za zgodą Senatu, 6 września br. odbędzie się ogólnokrajowe referendum. Czy wie Pan(i), czego konkretnie dotyczyć będzie to referendum? (sondaże CBOS): | Postanowieniem Bronisława Komorowskiego, za zgodą Senatu, 6 września br. odbędzie się ogólnokrajowe referendum. Czy wie Pan(i), czego konkretnie dotyczyć będzie to referendum? (sondaże CBOS): | Postanowieniem Bronisława Komorowskiego, za zgodą Senatu, 6 września br. odbędzie się ogólnokrajowe referendum. Czy wie Pan(i), czego konkretnie dotyczyć będzie to referendum? (sondaże CBOS): |
| --- | --- | --- | --- | --- | --- |
| Data | | | | | |
| Zdecydowanie tak | Raczej tak | Raczej nie | Zdecydowanie nie | Trudno powiedzieć/ Odmowa odpowiedzi | |
| 17–24.08 | 22% | 29% | 21% | 26% | 2% |
| 01–08.07 | 20% | 29% | 19% | 31% | 1% |
| 11–17.06 | 17% | 22% | 22% | 36% | 3% |

## Wyniki
Wyniki głosowania zostały podane w obwieszczeniu Państwowej Komisji Wyborczej z 7 września 2015. 4 listopada 2015 Sąd Najwyższy stwierdził ważność referendum, lecz unieważnił głosowanie w obwodzie nr 37 w Siemianowicach Śląskich w zakresie dotyczącym pytania trzeciego ze względu na błędne wypełnienie protokołu przez komisję (pomylone odpowiedzi na tak i nie). 23 listopada 2015 PKW opublikowała skorygowane wyniki.
| Sprawa      | Sprawa | Odpowiedź          | Odpowiedź          | Głosy ważne        | Głosy nieważne    |
| Sprawa      | Sprawa | TAK                | NIE                | Głosy ważne        | Głosy nieważne    |
| ----------- | --- | ------------------ | ------------------ | ------------------ | ----------------- |
| 1.          | Wprowadzenie jednomandatowych okręgów wyborczych w wyborach do Sejmu Rzeczypospolitej Polskiej                        | 1 829 995 (78,75%) | 493 935 (21,25%)   | 2 323 930 (97,45%) | 60 850 (2,55%)    |
| 2.          | Utrzymanie dotychczasowego sposobu finansowania partii politycznych z budżetu państwa                                 | 404 515 (17,37%)   | 1 923 994 (82,63%) | 2 328 509 (97,64%) | 56 271 (2,36%)    |
| 3.          | Wprowadzenie zasady ogólnej rozstrzygania wątpliwości co do wykładni przepisów prawa podatkowego na korzyść podatnika | 2 194 684 (94,52%) | 127 288 (5,48%)    | 2 321 972 (97,37%) | 62 694 (2,63%)    |
| Frekwencja: | Frekwencja: | Frekwencja:        | Frekwencja:        | 2 384 780 (7,80%)  | 2 384 780 (7,80%) |

|                     | Pytanie nr 1 | Pytanie nr 1 | Pytanie nr 1 | Pytanie nr 1 | Pytanie nr 2 | Pytanie nr 2 | Pytanie nr 2 | Pytanie nr 2 | Pytanie nr 3 | Pytanie nr 3 | Pytanie nr 3 | Pytanie nr 3 | Frekwencja | Frekwencja |
| Województwo         | TAK#         | TAK%         | NIE#         | NIE%         | TAK#         | TAK%         | NIE#         | NIE%         | TAK#         | TAK%         | NIE#         | NIE%         | #          | %          |
| ------------------- | ------------ | ------------ | ------------ | ------------ | ------------ | ------------ | ------------ | ------------ | ------------ | ------------ | ------------ | ------------ | ---------- | ---------- |
| dolnośląskie        | 144416       | 77,20%       | 42660        | 22,80%       | 33616        | 17,94%       | 153754       | 82,06%       | 177345       | 94,85%       | 9637         | 5,15%        | 191752     | 8,27%      |
| kujawsko-pomorskie  | 88485        | 78,84%       | 23752        | 21,16%       | 19155        | 17,03%       | 93320        | 82,97%       | 105397       | 94,06%       | 6653         | 5,94%        | 115330     | 7,02%      |
| lubelskie           | 103661       | 79,87%       | 26132        | 20,13%       | 21517        | 16,55%       | 108489       | 83,45%       | 121488       | 93,74%       | 8119         | 6,26%        | 133294     | 7,64%      |
| lubuskie            | 42798        | 79,36%       | 11132        | 20,64%       | 8189         | 15,14%       | 45882        | 84,86%       | 50822        | 94,33%       | 3055         | 5,67%        | 55337      | 6,86%      |
| łódzkie             | 112828       | 78,32%       | 31224        | 21,68%       | 24986        | 17,30%       | 119435       | 82,70%       | 136367       | 94,74%       | 7578         | 5,26%        | 147879     | 7,31%      |
| małopolskie         | 155300       | 78,21%       | 43263        | 21,79%       | 37043        | 18,63%       | 161783       | 81,37%       | 187083       | 94,33%       | 11236        | 5,67%        | 203724     | 7,68%      |
| mazowieckie         | 256894       | 75,48%       | 83431        | 24,52%       | 70138        | 20,57%       | 270776       | 79,43%       | 323360       | 95,00%       | 17014        | 5,00%        | 349580     | 8,31%      |
| opolskie            | 52235        | 82,92%       | 10760        | 17,08%       | 9933         | 15,75%       | 53132        | 84,25%       | 59003        | 93,81%       | 3890         | 6,19%        | 64684      | 7,95%      |
| podkarpackie        | 115811       | 82,67%       | 24284        | 17,33%       | 21652        | 15,45%       | 118533       | 84,55%       | 130976       | 93,78%       | 8686         | 6,22%        | 143712     | 8,36%      |
| podlaskie           | 51708        | 79,38%       | 13429        | 20,62%       | 10499        | 16,10%       | 54718        | 83,90%       | 61230        | 94,11%       | 3832         | 5,89%        | 67023      | 6,99%      |
| pomorskie           | 111618       | 77,12%       | 33119        | 22,88%       | 25042        | 17,25%       | 120105       | 82,75%       | 136793       | 94,43%       | 8073         | 5,57%        | 148508     | 8,39%      |
| śląskie             | 234030       | 80,73%       | 55868        | 19,27%       | 47187        | 16,24%       | 243323       | 83,76%       | 275202       | 95,02%       | 14417        | 4,98%        | 296573     | 8,13%      |
| świętokrzyskie      | 58286        | 80,97%       | 13696        | 19,03%       | 11964        | 16,60%       | 60091        | 83,40%       | 67764        | 94,29%       | 4107         | 5,71%        | 73870      | 7,11%      |
| warmińsko-mazurskie | 64810        | 79,84%       | 16362        | 20,16%       | 12978        | 15,94%       | 68419        | 84,06%       | 76423        | 94,19%       | 4712         | 5,81%        | 83449      | 7,27%      |
| wielkopolskie       | 154894       | 77,90%       | 43938        | 22,10%       | 34010        | 17,05%       | 165445       | 82,95%       | 187232       | 94,24%       | 11436        | 5,76%        | 204379     | 7,51%      |
| zachodniopomorskie  | 82221        | 79,74%       | 20885        | 20,26%       | 16606        | 16,06%       | 86789        | 83,94%       | 98199        | 95,30%       | 4843         | 4,70%        | 105686     | 7,85%      |
| Polska              | 1829995      | 78,75%       | 493935       | 21,25%       | 404515       | 17,37%       | 1923994      | 82,63%       | 2194684      | 94,52%       | 127288       | 5,48%        | 2384780    | 7,80%      |